# إلموود بارك (نيوجيرسي)
إلموود بارك (بالإنجليزية: Elmwood Park borough, New Jersey) هي منطقة سكنية تقع بولاية نيوجيرسي في الولايات المتحدة. تبلغ مساحتها 7.06 كم2، وترتفع عن سطح البحر 14.020800000000001 م، بلغ عدد سكانها 19,403 نسمة في عام 2010 حسب إحصاء مكتب تعداد الولايات المتحدة وتصل الكثافة السكانية فيها 2,748.3 نسمة لكل كيلومتر مربع (7,118.1/ميل2).

## التركيبة السكانية
حدّد مكتب تعداد الولايات المتحدة بيانات التركيبة السكانية لإلموود بارك في تعداد الولايات المتحدة. في ما يلي، التركيبة السكانية حسب تعدادي 2000 و2010.

### تعداد عام 2000
بلغ عدد سكان إلموود بارك 18,925 نسمة بحسب تعداد عام 2000، وبلغ عدد الأسر 7,089 أسرة وعدد العائلات 5,077 عائلة مقيمة في المنطقة السكنية. في حين سجلت الكثافة السكانية 2,680.6 نسمة لكل كيلومتر مربع (6,942.7/ميل2). وبلغ عدد الوحدات السكنية 7,242 وحدة بمتوسط كثافة قدره 1,025.8 لكل كيلومتر مربع (2,656.8/ميل2).
وتوزع التركيب العرقي للمنطقة السكنية بنسبة 82.53% من البيض و2.16% من الأمريكيين الأفارقة و0.11% من الأمريكيين الأصليين و7.80% من الأمريكيين ذوي الأصول الآسيوية و0.01% من سكان جزر المحيط الهادئ و4.44% من الأعراق الأخرى و2.94% من عرقين مختلطين أو أكثر و13.39% من الهسبانيون أو اللاتينيون من أي عرق.
بلغ عدد الأسر 7,089 أسرة كانت نسبة 32.1% منها لديها أطفال تحت سن الثامنة عشر تعيش معهم، وبلغت نسبة الأزواج القاطنين مع بعضهم البعض 55.4% من أصل المجموع الكلي للأسر، ونسبة 11.8% من الأسر كان لديها معيلات من الإناث دون وجود شريك، بينما كانت نسبة 4.3% من الأسر لديها معيلون من الذكور دون وجود شريكة وكانت نسبة 28.4% من غير العائلات. تألفت نسبة 23.2% من أصل جميع الأسر من عدة أفراد يعيشون في نفس المنزل ونسبة 12.3% كانت تتألف من شخص يعيش بمفرده يبلغ من العمر 65 عاماً أو أكثر. وبلغ متوسط حجم الأسرة المعيشية 2.66، أما متوسط حجم العائلات فبلغ 3.17.
بلغ العمر الوسطي للسكان 38.5 عاماً. وكانت نسبة 20.9% من القاطنين تحت سن الثامنة عشر، وكانت نسبة 8% بين الثامنة عشر والرابعة والعشرين عاماً، ونسبة 31.2% كانت واقعةً في الفئة العمرية ما بين الخامسة والعشرين والرابعة والأربعين عاماً، ونسبة 23.3% كانت ما بين الخامسة والأربعين والرابعة والستين، ونسبة 16.4% كانت ضمن فئة الخامسة والستين عاماً فما فوق. يوجد لكل 100 أنثى 91.6 ذكر، ويوجد لكل 100 أنثى في الثامنة عشر من عمرها فما فوق 88.7 ذكر.
بلغ متوسط دخل الأسرة في المنطقة السكنية 52,319 دولارًا، أما متوسط دخل العائلة فبلغ 59,131 دولارًا. وكان متوسط دخل الذكور 40,684 دولارًا مقابل 31,535 دولارًا للإناث. وسجل دخل الفرد الخاص بالمنطقة السكنية 22,588 دولارًا. وكانت نسبة 4.7% من العائلات ونسبة 6.4% من السكان تحت خط الفقر، وكان من هؤلاء نسبة 9.1% تحت سن الثامنة عشر ونسبة 6.3% في الخامسة والستين من العمر وما فوق.

### تعداد عام 2010
بلغ عدد سكان إلموود بارك 19,403 نسمة بحسب تعداد عام 2010، وبلغ عدد الأسر 7,032 أسرة وعدد العائلات 5,140 عائلة مقيمة في المنطقة السكنية. في حين سجلت الكثافة السكانية 2,748.3 نسمة لكل كيلومتر مربع (7,118.1/ميل2). وبلغ عدد الوحدات السكنية 7,385 وحدة بمتوسط كثافة قدره 1,046 لكل كيلومتر مربع (2,709.1/ميل2).
وتوزع التركيب العرقي للمنطقة السكنية بنسبة 75.37% من البيض و5.25% من الأمريكيين الأفارقة و0.33% من الأمريكيين الأصليين و10.72% من الأمريكيين ذوي الأصول الآسيوية و0.02% من سكان جزر المحيط الهادئ و5.47% من الأعراق الأخرى و2.83% من عرقين مختلطين أو أكثر و21.22% من الهسبانيون أو اللاتينيون من أي عرق.
بلغ عدد الأسر 7,032 أسرة كانت نسبة 34.1% منها لديها أطفال تحت سن الثامنة عشر تعيش معهم، وبلغت نسبة الأزواج القاطنين مع بعضهم البعض 53.8% من أصل المجموع الكلي للأسر، ونسبة 14.2% من الأسر كان لديها معيلات من الإناث دون وجود شريك، بينما كانت نسبة 5.1% من الأسر لديها معيلون من الذكور دون وجود شريكة وكانت نسبة 26.9% من غير العائلات. تألفت نسبة 22.3% من أصل جميع الأسر من عدة أفراد يعيشون في نفس المنزل ونسبة 10.3% كانت تتألف من شخص يعيش بمفرده يبلغ من العمر 65 عاماً أو أكثر. وبلغ متوسط حجم الأسرة المعيشية 2.76، أما متوسط حجم العائلات فبلغ 3.25.
بلغ العمر الوسطي للسكان 39.5 عاماً. وكانت نسبة 20.8% من القاطنين تحت سن الثامنة عشر، وكانت نسبة 8.5% بين الثامنة عشر والرابعة والعشرين عاماً، ونسبة 28.7% كانت واقعةً في الفئة العمرية ما بين الخامسة والعشرين والرابعة والأربعين عاماً، ونسبة 27.3% كانت ما بين الخامسة والأربعين والرابعة والستين، ونسبة 14.7% كانت ضمن فئة الخامسة والستين عاماً فما فوق. وتوزع التركيب الجنسي للسكان بنسبة 47.8% ذكور و52.2% إناث.

## وصلات خارجية
- الموقع الرسمي